# Homenaje a Galileo Galilei XV
El Homenaje a Galileo Galilei XV es una de las más de cien esculturas, monumentos y obras de arte que adornan las calles de la ciudad asturiana de Gijón, en el norte de España. Está erigida en el parque del Cabo de San Lorenzo, en el distrito rural de la ciudad y situada en el paseo marítimo entre las playas de Peñarrubia y Serín.

## Descripción
Es una obra de Amadeo Gabino, mide 3m de alto y fue erigida en la ciudad en 1997, está hecha de acero corten y representa dos estructuras geométricas semicirculares colocadas de forma oblicua. Es un homenaje al célebre astrónomo, ingeniero y físico italiano Galileo Galilei y cada una de esas dos estructuras está compuesta a su vez por planchas unidas mediante soldadura, de formas curvadas y arqueadas pretendiendo representar rutas concéntricas en un mapa que define mil planetas del cosmos de los sueños.
En 2019 fue propuesta su renovación para garantizar su conservación dentro de un plan municipal que afectó a otras obras artísticas expuestas en la ciudad, ya que en el momento de la intervención una de las dos piezas geométricas había sido derribada poco antes a consecuencia de un temporal. Dicha intervención, pese a estar considerada sencilla y tener un plazo de ejecución de una semana, se demoró más de dos años en el tiempo, lo que provocó críticas entre la ciudadanía y la oposición política del momento.